# Kätkesuando
Kätkesuando (även stavat Kätkäsuanto) är den nordligaste byn i Pajala socken i Pajala kommun och i landskapet Norrbotten. Byn är även Sveriges nordligaste nedom Odlingsgränsen. Byn ligger vid Muonioälvens västra strand, intill Riksväg 99 och cirka 300 meter från den svensk-finska gränsen (som finns mitt i älven).
Byn har anor från 1600-talet. Den tidigaste bebyggelsen kallades Karsikko (svenska: Hygge eller ett eller fler kvistade- eller bläckade träd - ett slags Vårdträd) och byn gick senare under namnet Naalisvaara (svenska: Fjällrävsberget) innan den fick det nuvarande namnet Kätkesuando (svenska: Järvselet).

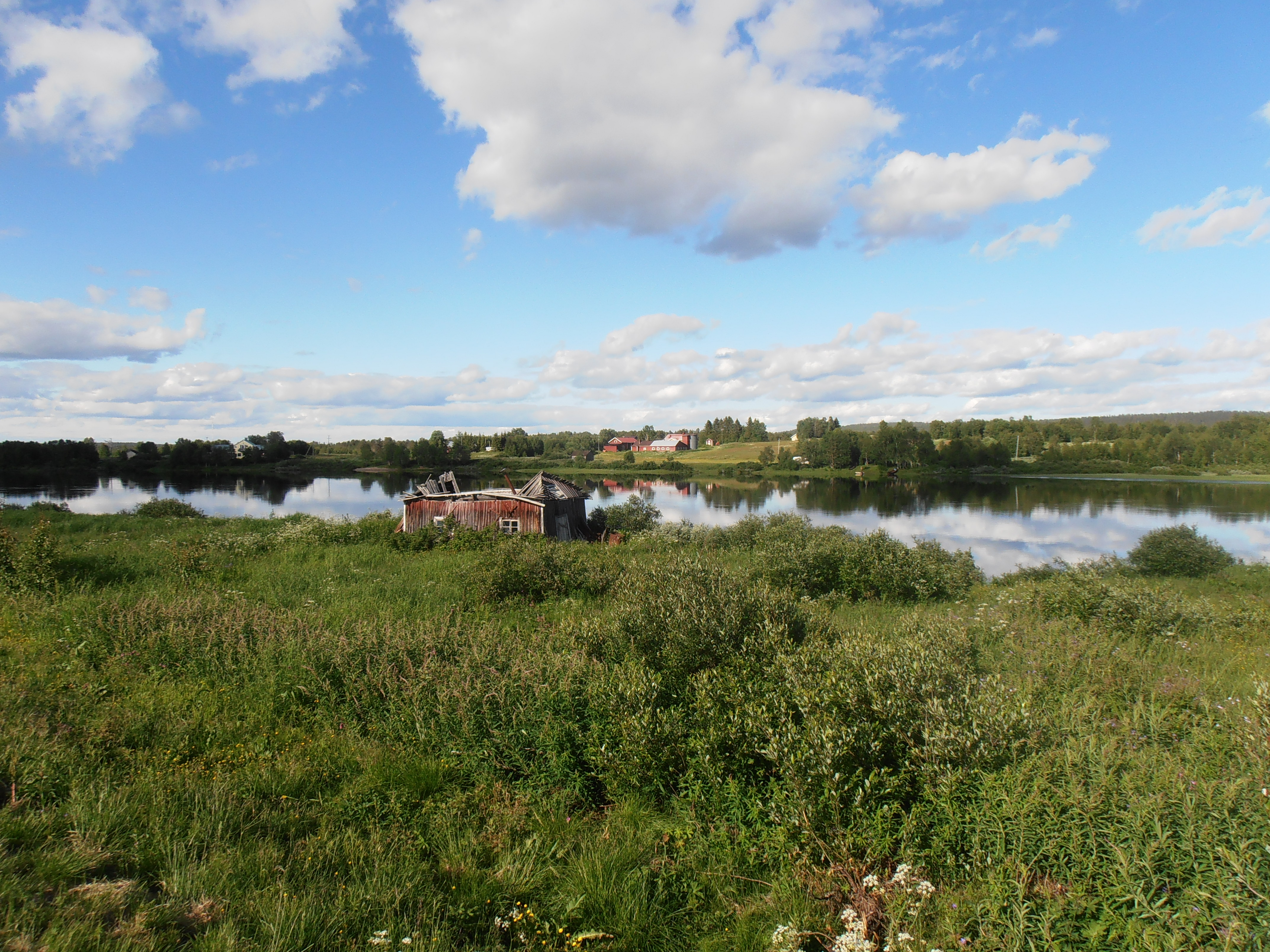
Den finska byn Kätkäsuvanto sedd från svenska Kätkesuando i juli 2020.

På den andra sidan av älven, mitt emot Kätkesuando, ligger den finska byn Kätkäsuvanto. Före Freden i Fredrikshamn utgjorde de två byarna en enhet. Sedan 1809 utgör Muonioälven gräns mellan Sverige och Finland. Cirka sju kilometer väster om Kätkesuando ligger småorten Saivomuotka, som ligger i Karesuando socken och Kiruna kommun och 2 mil söder om byn ligger orten Muodoslompolo. 3,5 kilometer väster om byn går gränsen mellan kommunerna Pajala och Kiruna, som här även sammanfaller med gränsen mellan landskapen Norrbotten och Lappland, gränsen mellan Pajala och Karesuando socknar samt med Odlingsgränsen. I maj 2016 fanns det enligt Ratsit sju personer över 16 år registrerade med Kätkesuando som adress.